# 咀香園餅家
咀香園餅家（英語：Choi Heong Yuen Bakery）創立至今將近八十年，成為澳門著名品牌之一，亦是澳門三大手信店之一。其主要競爭對手是鉅記餅家及英記餅家。咀香園現時在澳門和香港都有店鋪，雖然兩者在經營方面已經脫勾，惟屬於同源異枝。

## 澳門

### 歷史
咀香園餅家於1935年由黃結新在澳門創立，並於澳門清平直街20號開設了第一間咀香園餅家，經營餅類零售業務，主要顧客為附近碼頭上落船的旅客，最受歡迎的產品是杏仁餅。
1960年代，餅家輾轉交由姪兒黃永昌接手，咀香園致力研究改變杏仁餅的傳統口感，把一貫全部磨碎的杏仁，改為小杏仁粒。當時不少顧客讚不絕口，更稱該餅為「咀香餅」。其後，餅家再作出新嘗試，在店面加設即場製餅，由師傅邊播放收音機音樂邊製餅，藉此吸引顧客。80年代，餅家老闆到日本考察後，引入全自動獨立包裝機器，改變了澳門手信業的營銷模式。
1993年，咀香園餅家的第三代黃若禮接手參與業務；餅家開始籌備出口生意，並重新包裝店舖、鞏固品牌形象。自回歸以來，平均每年亦會加開一家新店，現時已擁有十一家店舖。

### 營銷
咀香園餅家在1950年代業務上了軌道，於澳門開設門市；咀香園餅家在澳門新馬路、清平街、大三巴右街、羅理基博士大馬路、新八佰伴百貨、氹仔地堡街等都有分店。

### 十月初五餅家
咀香園餅家和1918年创立，與位于中国广东省的中山市咀香园食品有限公司同名、但目前却没有任何关系的两家食品制造企业。咀香園餅家在香港和澳门都注册了“咀香园”品牌，而中山市咀香园食品有限公司则在中国大陆注册了“咀香园”品牌，所以澳門咀香園餅家在中国大陆只能以新注册的“十月初五”品牌进行销售。澳門澳新貿易投資有限公司暨十月初五餅家（澳門）有限公司於2004年在廣東省江門市新會區投資創辦生產十月初五品牌的江門市澳新食品有限公司。

### 廣告 / 代言人
澳門歌唱組合Soler也曾擔任代言人和演出廣告。

## 香港
黃結新在1961年購入香港英皇道718號(吉祥大廈，因已拆卸已遷往鄰近的健康邨現址)地舖開設門市，把業務轉移至香港，同時開拓海外市場，把杏仁餅銷往東南亞及歐美。後來業務交女兒黃笑儀接手經營，2000年初在台灣註冊商標，在當地售賣產品，並定期在台灣的連鎖百貨公司舉行展銷。香港咀香園的英文名是。

## 港澳兩地商標爭議
2007年8月，黃笑儀指在澳門經營咀香園的姪兒，趁她當年不參加美食博覽而到香港參展，認為有冒充香港「咀香」及「咀香園」商標之嫌，遂入稟高等法院興訟，後獲法官頒發臨時禁制令，令其無法參加美食博覽來推銷澳門咀香園的食品。

## 外部連結
- 澳門咀香園餅家 （页面存档备份，存于）
- 香港咀香園餅家 （页面存档备份，存于）